# George Wallace (película)
George Wallace  es una película para televisión protagonizada por Gary Sinise que interpreta al exgobernador del Estado de Alabama, George Wallace. Fue dirigida por John Frankenheimer, quien ganó un premio Emmy por ella; Sinise y Mare Winningham también ganaron Emmies por sus actuaciones. La película se basa en el libro Wallace: The Classic Portrait of Alabama Governor George Wallace (Wallace: El retrato clásico del gobernador de Alabama,George Wallace), escrito por Marshall Frady, que también coescribió el guion junto a Paul Monash. Angelina Jolie recibió un Globo de Oro por su interpretación de la segunda esposa de Wallace, Cornelia.

## Sinopsis
George Wallace sigue la historia de este controvertido político, a partir de la década de 1950 cuando Wallace fue juez de la corte de circuito en el Condado de Barbour, a su permanencia como el más poderoso gobernador en la historia de Alabama. La película retrata a un hombre complejo y su postura sobre la segregación racial en Alabama en la época, que resultó ser popular entre sus electores blancos. También representa aumento de Wallace como candidato presidencial- llevando eventualmente a su intento de asesinato- y su sorpresiva victoria en varios estados durante las elecciones presidenciales de 1968. La película también muestra su simbólico "Stand en la puerta de la escuela", donde Wallace intentó bloquear la entrada de estudiantes negros de la Universidad de Alabama.

## Producción
La película fue rodada en California debido a que el entonces gobernador de Alabama, Fob James se negó a cooperar en el estado natal de Wallace.

## Reparto
| Actor                 | Personaje           |
| --------------------- | ------------------- |
| Gary Sinise           | George C. Wallace   |
| Mare Winningham       | Lurleen Wallace     |
| Clarence Williams III | Archie              |
| Joe Don Baker         | Big Jim Folsom      |
| Angelina Jolie        | Cornelia Wallace    |
| Terry Kinney          | Billy Watson        |
| William Sanderson     | T.Y. Odum           |
| Mark Rolston          | Ricky Brickle       |
| Tracy Fraim           | Gerald Wallace      |
| Skipp Sudduth         | Al Lingo            |
| Ron Perkins           | Nicholas Katzenbach |
| Mark Valley           | Robert F. Kennedy   |
| Scott Brantley        | Arthur Bremer       |
| Kathryn Erbe          | Mrs. Folsom         |
| Steve Harris          | Neal                |
| Bobby Kirby           | James Hood          |
| Ketema Nelson         | Vivian Malone       |